# FN:s deklaration om beviljande av självständighet åt koloniserade länder och folk
FN:s deklaration om beviljande av självständighet åt koloniserade länder och folk, antogs av FN:s generalförsamling i resolution 1514 (XV) den 14 december 1960.
Resolutionen var ett viktigt steg i FN:s arbete för avkolonisering. I deklarationen slås det fast att alla folk har rätt till självbestämmande och att alla ansvariga makter har skyldighet att verka för ännu icke självstyrande områdens oberoende i enlighet med dess folks fritt uttryckta vilja.

## Röstningen den 14 december 1960
Vid dess antagande röstade 89 länder för resolutionen, inget land röstade emot, men 9 länder lade ned sina röster: Australien, Belgien, Dominikanska republiken, Frankrike, Portugal, Spanien, Storbritannien, Sydafrika och USA.
Av FN:s då 99 medlemmar, var det alltså ett land som var frånvarande, Dahomey (senare kallat Benin), en tidigare fransk koloni som bara några månader tidigare blivit en självständig stat.

## Uppföljning
År 2015 fanns det fortfarande 17 territorier på Förenta nationernas lista över icke-självstyrande områden. Nedan tas endast några stycken viktiga punkter upp i det fortsatta, omfattande arbetet utifrån resolution 1514 (XV).

### FN:s generalförsamlings resolution 1541
I resolution 1541 (XV), antagen den 15 december 1960, anges kriterier för bedömning av huruvida territorier är självbestämmande eller berörs av FN-stadgans kapitel XI om icke-självbestämmande områden.

### FN:s generalförsamlings resolution 1654
Med resolution 1654 (XVI), antagen den 27 november 1961, bildades Förenta Nationernas särskilda utskott för avkolonisering (Special Committee on Decolonization, även kallat Committee of 24) med uppgift att bevaka implementeringen av resolution 1514 (XV).

### Internationella årtiondet för utrotning av kolonialismen
Vid 30-årsjubileet av resolution 1514 (XV) utropades åren 1990–2000 av generalförsamlingen till International Decade for the Eradication of Colonialism (det internationella årtiondet för utrotning av kolonialismen), vilket upprepades vid nästa årtionde.
Vid 50-årsjubileet utropades 2010-talet till det tredje internationella årtiondet för utrotning av kolonialismen.